# Posto di Movimento di Thurio
La stazione di Thurio è stata una stazione ferroviaria posta sulla ferrovia Jonica. Ha servito la contrada di Thurio e dintorni dagli anni '60/'70 del XIX secolo fino al 2010.
In quell'anno è stata trasformata in posto di movimento e di conseguenza fa più servizio viaggiatori.